# Dječja pjesma Eurovizije 2012.
Dječja pjesma Eurovizije 2012. održana 1. prosinca 2012. u Nizozemskoj, deseto je izdanje ovog eurovizijskog natjecanja za mlade uzrasta između 10-15 godina. U konkurenciji 12 zemalja, pobjedu je odnijela ukrajinska predstavnica Anastasiya Petryk s pjesmom "Nebo".